# Conger wilsoni
Conger wilsoni es una especie de pez del género Conger, familia Congridae. Fue descrita científicamente por Bloch & Schneider en 1801.
Se distribuye por el Océano Índico Occidental: sur de Mozambique hasta el cabo de Buena Esperanza; también Maldivas. Pacífico Occidental: Australia, isla de Lord Howe y Nueva Zelanda. La longitud total (TL) es de 150 centímetros. Habita en aguas costeras, estuarios y arrecifes rocosos. Puede alcanzar los 30 metros de profundidad.
Es un pez traumatogénico, es decir, puede causar mordeduras o heridas al ser humano.